# Stephano Wooding
Stephano Wooding (Eindhoven, 26 december 1979) is een Nederlandse voetballer van Surinaamse afkomst die als verdediger speelde.
Wooding begon in de jeugd bij SV Lelystad '67. Hij was een sterke speler en werd al gauw opgesteld als verdediger. Hierna kreeg hij een aanbieding om de jeugdopleiding bij sc Heerenveen te gaan volgen. Hij kwam echter niet tot een debuut daar want de club verhuurde hem om ervaring op te doen aan de Finse eerste divisieclub KuPS Kuopio waarvoor hij een seizoen lang uitkwam. Het seizoen erna zat hij bij Heerenveen op de bank en in 2001 tekende hij een contract bij Heracles Almelo waarvoor hij drie seizoenen uitkwam. Op 18 augustus 2001 debuteerde hij tegen TOP Oss in de Nederlandse competitie. Hierna kwam zijn profloopbaan ten einde en speelde hij nog een seizoen als amateur bij DOVO.

## Loopbaan
| seizoen | club               | land      | competitie             | wed. | goals |
| ------- | ------------------ | --------- | ---------------------- | ---- | ----- |
| Jeugd   | SV Lelystad '67    | Nederland |                        |      |       |
| Jeugd   | sc Heerenveen      | Nederland |                        |      |       |
| 1999/99 | KuPS Kuopio (huur) | Finland   | Ykkönen                | 16   | 0     |
| 2000/01 | sc Heerenveen      | Nederland | Eredivisie             | 0    | 0     |
| 2001/02 | Heracles Almelo    | Nederland | Eerste divisie         | 17   | 1     |
| 2002/03 | Heracles Almelo    | Nederland | Eerste divisie         | 10   | 0     |
| 2003/04 | Heracles Almelo    | Nederland | Eerste divisie         | 27   | 0     |
| 2004/06 | DOVO               | Nederland | Zaterdag Hoofdklasse A |      |       |
| ?       | A.S.V. D.W.V.      | Nederland |                        |      |       |